# Polonia w Stanach Zjednoczonych

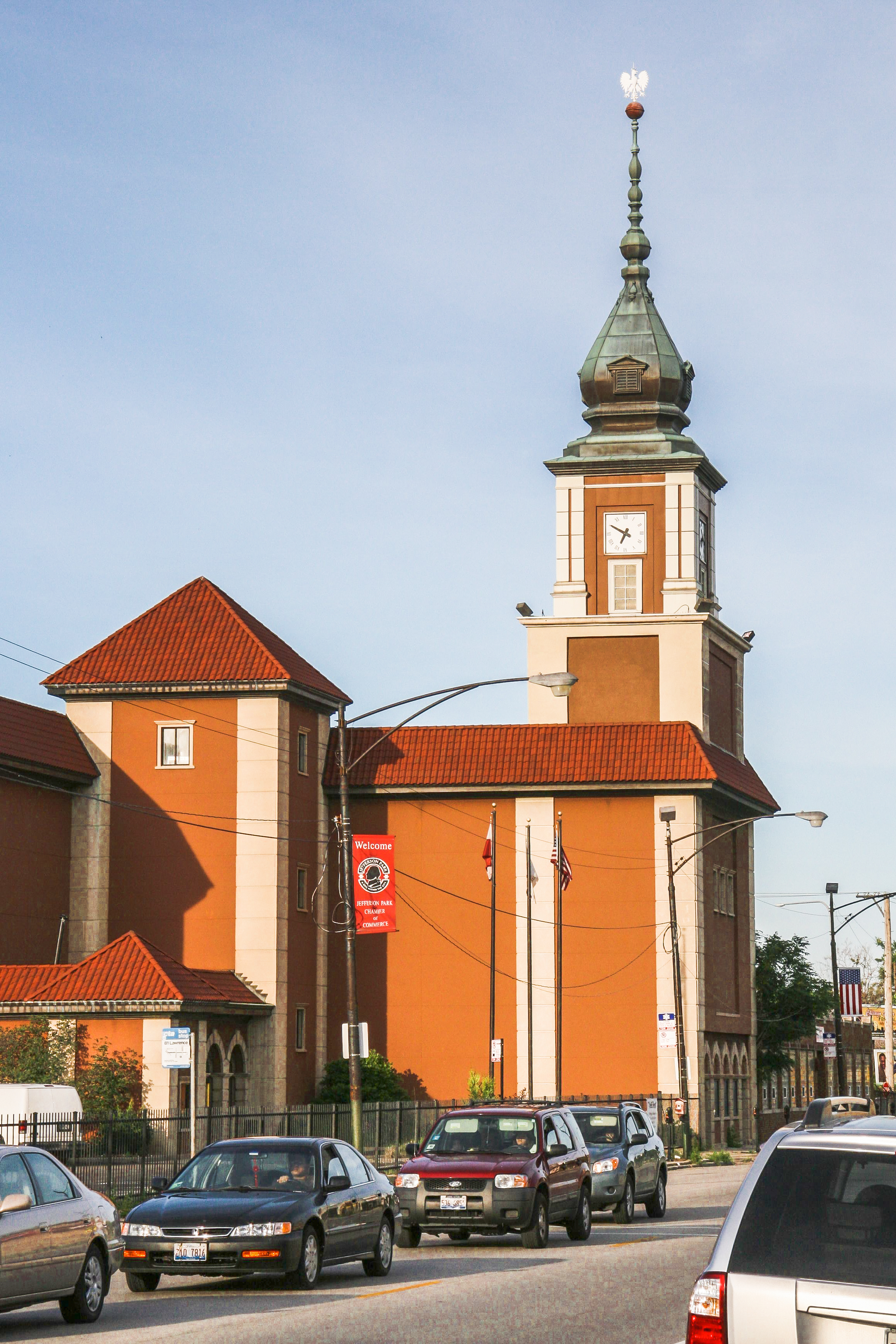
Gateway Theatre, siedziba Fundacji Kopernikowskiej w dzielnicy Jefferson Park

Polonia w Stanach Zjednoczonych – Polacy oraz Amerykanie pochodzenia polskiego mieszkający w Stanach Zjednoczonych.
Stany Zjednoczone to kraj z największą Polonią na świecie. Główne miejsca zamieszkiwania Polonii w USA to miasta: Chicago, Denver, Detroit, Los Angeles, Nowy Jork i Seattle. Szacuje się, że w Stanach Zjednoczonych mieszka blisko 10 mln osób pochodzenia polskiego, a około 600 tys. z nich używa języka polskiego na co dzień.
81% Polaków i Amerykanów polskiego pochodzenia mieszka w 15 stanach, przede wszystkim w stanach Nowy Jork, Illinois i Michigan. 37% (3,7 mln) zamieszkuje środkowy zachód, 33% (3,2 mln) północny zachód, 18% (1,8 mln) południe i 12% (1,1 mln) zachód kraju. 41,2% mieszka w dużych miastach, a 41% na przedmieściach tych miast; 13,1% zamieszkuje małe miasta i jedynie 4,7% na wsi. Urząd statystyczny (U.S. Census Bureau) oblicza, że 5,4% Amerykanów polskiego pochodzenia (537 605 osób) urodziło się poza granicami Stanów Zjednoczonych.

## Historia

### Pierwsi polscy koloniści w Ameryce
Pierwsi Polacy przybyli do Ameryki Północnej dwanaście lat przed tzw. „Pielgrzymami”, którzy dotarli do Massachusetts w 1620 roku. W dniu 1 października 1608 roku, rok po założeniu pierwszej osady kolonistów angielskich w Stanach Zjednoczonych o nazwie Jamestown, z inicjatywy kapitana Johna Smitha, przybyła tam na brytyjskim statku „Mary and Margaret” grupa polskich rzemieślników, specjalistów produkcji mydła, potażu oraz szkła. Znane są nazwiska kilku z nich, byli to: Michał Łowicki, Zbigniew Stefański, Jan Bogdan, Jan Mata, Stanisław Sadowski. Polacy uruchomili w Jamestown hutę szkła i manufaktury produkujące dziegieć, smołę, potaż i liny okrętowe. Dokumenty odnotowują, że w 1619 roku odmówiono Polakom prawa do głosowania, którzy w proteście zorganizowali strajk. Władze ugięły się pod naciskiem i przyznały im prawo wyborcze. Dla uczczenia pamięci polskich kolonistów w Ameryce Mennica Polska wybiła w 2008 roku pamiątkową srebrną monetę o nominale 10 złotych.

### Fale imigracji
Pod koniec XVIII wieku, w czasach rozbiorów Polski, niektórzy polscy patrioci, wśród nich Kazimierz Pułaski i Tadeusz Kościuszko, wyjechali do Ameryki żeby pomóc w walce o jej niepodległość.
Polacy zaczęli emigrować w większych liczbach do Stanów Zjednoczonych już w XIX wieku, po powstaniach narodowych. Głównie osiedlali się w stanach Nowej Anglii i w stanie Illinois. Kolejne duże fale emigracji z Polski do USA powstawały z powodów zarobkowych (od drugiej połowy XIX wieku aż do 1939 r., potem po roku 1980), z przyczyn politycznych (po II wojnie światowej) i z przyczyn ekonomicznych i politycznych (lata 80 XX wieku).
Chociaż pierwsi imigranci polscy przypłynęli do Ameryki już w 1608 r. do miasta Jamestown w stanie Wirginia, największa fala polskiej imigracji przypada na początek XX wieku. Według danych oficjalnych, ponad 2,2 miliona imigrantów polskich dotarło do USA między rokiem 1820 a 1914, z czego przez Ellis Island w Nowym Jorku w latach 1899–1918 przeszło 1,3 mln. Oficjalny spis ludności z 1940 r. podawał 993 479 Amerykanów urodzonych w Polsce oraz 2 416 320 tych, którzy w dzieciństwie używali języka polskiego. Odpowiednio spis z 1950 r. podawał 861 184 osoby urodzone w Polsce (w obu przypadkach Polacy urodzeni przed I wojną światową w zaborach, jak i urodzeni przed 1914 r. na terytoriach innych krajów zostali zapisani do grup narodowych tych krajów). W 1958 roku Kongres Polonii Amerykańskiej szacował liczbę Amerykanów pochodzenia polskiego na 6 mln 372 tysiące. Największy udział mieli oni wśród mieszkańców stanu Connecticut (11,1%), Illinois (9,6%) i Nowy Jork (8,3%).

## Demografia

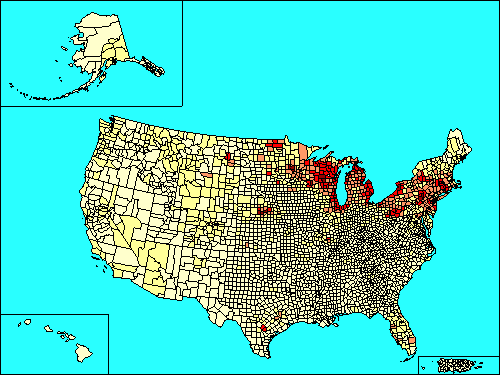
Rozmieszczenie Amerykanów polskiego pochodzenia według danych z 2000 roku

Opierając się na danych z lat 2006–2007 podanych przez United States Census Bureau oraz badaniach własnych Piast Institute sporządził szczegółową analizę trendów rozwojowych w środowiskach polonijnych w USA.
Studium „Polish Amerricans Today: A Survey of Modern Polonia Leadership” daje pojęcie o wielkościach liczbowych obywateli i przybyszów. Swe wnioski Piast Institute opierał na danych zebranych przez US Census Bureau oraz ankietach własnych, na które odpowiedziało około 1400 przedstawicieli środowisk polonijnych z 44 stanów. Większość respondentów (70%) zamieszkuje stany Michigan, Illinois, Nowy Jork, Ohio, Wirginia i Pensylwania.
Według danych spisowych 11% mieszkańców USA urodziło się za granicą, z czego ponad połowa (52,3%) przybyła z Ameryki Łacińskiej, a tylko 14,7% z Europy. Analiza danych Biura wykazuje, że 3,3% społeczności USA uważa się za Polaków (9 962 334  osób). Dla porównania: do pochodzenia włoskiego przyznaje się 5,9%, a do irlandzkiego aż 12,2% społeczeństwa. 92,4% spośród tych, którzy ankiety wypełnili, posiada obywatelstwo amerykańskie.
W Chicago urodzeni za granicą stanowią 9,7% wszystkich mieszkańców (510 980 osób). W Chicago uważa się za Polaków 180 282 osoby, czyli 6,4% mieszkańców. W Stanie Illinois jest ich 911 253, co daje 7,4% populacji liczącej 12 279 027 osób.
Rozmieszczenie Polaków można prześledzić, badając dane z poszczególnych okręgów wyborczych. Południowo-zachodni chicagowski okręg wyborczy reprezentowany przez kongresmena Billa Lipińskiego posiada największy odsetek wyborców o polskich korzeniach – 17,1%. Nieco tylko mniej mieszka w 5 okręgu kongr. Rahma Emanuela (15,5%), w 13 okręgu kongr. Judy Biggert (13,4%), 4 okręgu kongr. Janice Schakowsky (13,2%), w 8 okręgu kongr. Philipa Crane’a (12,6%), 6 okręgu kongr. Henry’ego Hyde’a (11,4%) i 10 okręgu kongr. Marka S. Kirka (10,5%).
Największa procentowo większość deklarująca narodowość polską znajduje się w Pulawski Township w stanie Michigan. Według spisu z 2000 roku, 61,3% zadeklarowało polskie pochodzenie, co stanowi wyższy odsetek niż jakakolwiek inna lokalizacja w Stanach Zjednoczonych.
Hrabstwo Luzerne jest jedynym w Stanach Zjednoczonych z ludnością pochodzenia polskiego jako największą grupą etniczną. Amerykanie pochodzenia polskiego stanowią 22,2%, pochodzenia włoskiego 15,6%, irlandzkiego 13,8%, niemieckiego 12,1% i słowackiego 5,3% ludności według spisu z 2000 roku.

## Polsko-amerykańskie społeczności

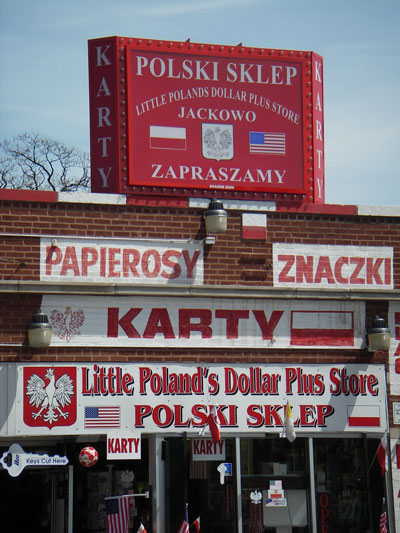
Polski sklep na Jackowie

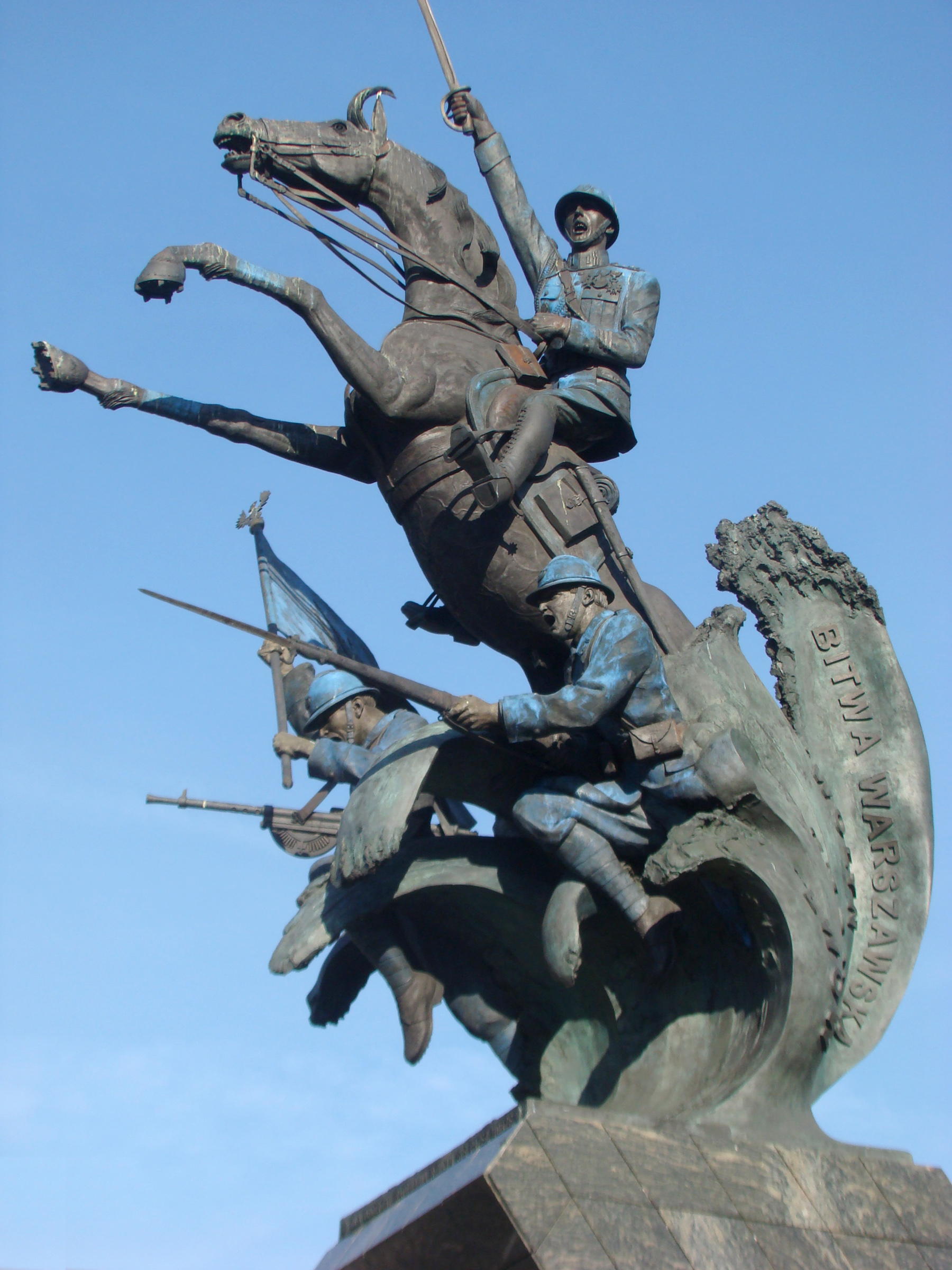
Pomnik Czynu Zbrojnego Polonii Amerykańskiej autorstwa Andrzeja Pityńskiego ufundowany w Warszawie przez Polonię amerykańską.

### Chicago
W Chicago istnieją trzy głównie polskie dzielnice, z których najbardziej znana jest Polish Village. Do lat 80. XX wieku spora część Polaków w Chicago mieszkała w dzielnicy Polish Village, potocznie – od parafii i kościoła św. Jacka – nazywanej Jackowem. W następnych latach, pod naciskiem przesuwających się na północny zachód imigrantów latynoskich, Polacy zaczęli przemieszczać się – wzdłuż ulic Belmont Avenue, Irving Park Road, Milwaukee Avenue i Central Avenue na północ i na zachód; coraz większa ich liczba zamieszkuje bliższe i dalsze przedmieścia.
Chicago to wielkie centrum zorganizowanej Polonii. Pierwszym posłem polonijnym z tego miasta do parlamentu Illinois był pochodzący ze Śląska działacz Piotr Kiołbasa. Siedziba władz centralnych Kongresu Polonii Amerykańskiej (ang. Polish American Congress – PAC), Związku Narodowego Polskiego (ang. Polish National Alliance – PNA), Zjednoczenia Polskiego Rzymsko-Katolickiego (ang. Polish Roman-Catholic Union – PRCU), Związku Polek w Ameryce (ang. Polish Women’s Alliance of America – PWAA), Związku Podhalan w Północnej Ameryce (ang. Polish Highlanders Alliance of North America – PHAA) i wielu innych organizacji.
PNA jest właścicielem stacji radiowej WPNA 1490 oraz wydawcą gazety codziennej "Dziennik Związkowy" (Polish Daily News) założonej w roku 1908. Najstarszym polskim zabytkiem jest kościół św. Stanisława Kostki zbudowany ok. 1870, a przy Zjednoczeniu Polskim Rzymsko-Katolickim mieści się bogate w zbiory Muzeum Polskie w Ameryce.
Do dzisiejszego dnia Chicago jest powszechnie uznawane za wielki ośrodek Polonii amerykańskiej. W Almanachu Polityki Amerykańskiej (ang. Almanac of American Politics) z roku 2004 napisano, że „Nawet dziś, w dzielnicy Archer Heights, ledwo można przejść jeden blok bez usłyszenia języka polskiego” (Archer Heights to dzielnica położona na południowym zachodzie miasta wzdłuż ulicy Archer Avenue, zamieszkana w większości przez imigrantów z Podhala; przy Archer Avenue mieści się Dom Podhalan. Polacy są najliczniejszą grupą etniczną wśród właścicieli nieruchomości w Chicago.

### Denver
Miasto Denver jest również jednym z miejsc w Stanach Zjednoczonych gdzie mieszka większa liczba Polaków. Znajduje się tam jedna z nielicznych parafii polskich w zachodniej części USA, parafia św. Józefa, istniejąca od 1902. Parafia św. Józefa stoi w dawnej polskiej dzielnicy Globeville, z której wyprowadziła się większość Polonii i która jest obecnie zamieszkana w większości przez emigrantów z Meksyku.
Jednak przez ostatnie 10 lat liczba Polaków mieszkających w Denver znacznie się zwiększyła. Wielu z tych 'nowych imigrantów' z Polski przeprowadza się do Denver z powodów zarobkowych, i żeby polepszyć stan życia dla siebie i swoich rodzin. Wskutek tego, szkoła polska ma coraz więcej uczniów, powstają nowe sklepy polskie i restauracje, a język polski można usłyszeć nawet w samym środku miasta.

### Detroit
Stan Michigan jest trzecim co do wielkości (za stanami Nowy Jork i Illinois) skupiskiem Polonii. Liczy ponad 850 tys. ludności pochodzenia polskiego, co stanowi 8,6% liczby mieszkańców tego stanu. Największym skupiskiem jest Detroit. Polacy zamieszkują tam w dzielnicach historycznie polskich, jak Poletown i Hamtramck. W północnej dzielnicy Orchard Lake została wybudowana Narodowa Sportowa Izba Pamięci Polaków-Amerykanów (ang. National Polish-American Sports Hall of Fame). Uhonorowano w niej polonijnych sportowców, takich jak Stan Musial czy Mike Krzyzewski.

### Inne
- Buffalo, Nowy Jork
- Cheektowaga, Nowy Jork
- Utica, Nowy Jork
- Copiague, Nowy Jork
- Riverhead, Nowy Jork
- Watervliet, Nowy Jork
- Cohoes, Nowy Jork
- Schenectady, Nowy Jork
- Dunkirk, Nowy Jork
- Wyandotte, Michigan
- Bronson, Michigan
- Detroit, Michigan
- Poletown(inne języki), Detroit
- Hamtramck, Michigan
- Parisville, Michigan
- Williamsburg, Brooklyn
- Greenpoint, Brooklyn
- Archer Heights(inne języki), Chicago
- Hegewisch, Chicago
- Jefferson Park, Chicago
- Logan Square(inne języki), Chicago
- Cleveland, Ohio
- Dayton, Ohio
- Warsaw, Dakota Północna
- Clifton, New Jersey
- East Brunswick, New Jersey
- Garfield, New Jersey
- Linden, New Jersey
- Manville, New Jersey
- Perth Amboy, New Jersey
- Union, New Jersey
- Wallington, New Jersey
- Michigan City, Indiana
- South Bend, Indiana
- Brenham, Teksas
- Adams, Massachusetts
- Chelsea, Massachusetts
- Chicopee, Massachusetts
- Deerfield, Massachusetts

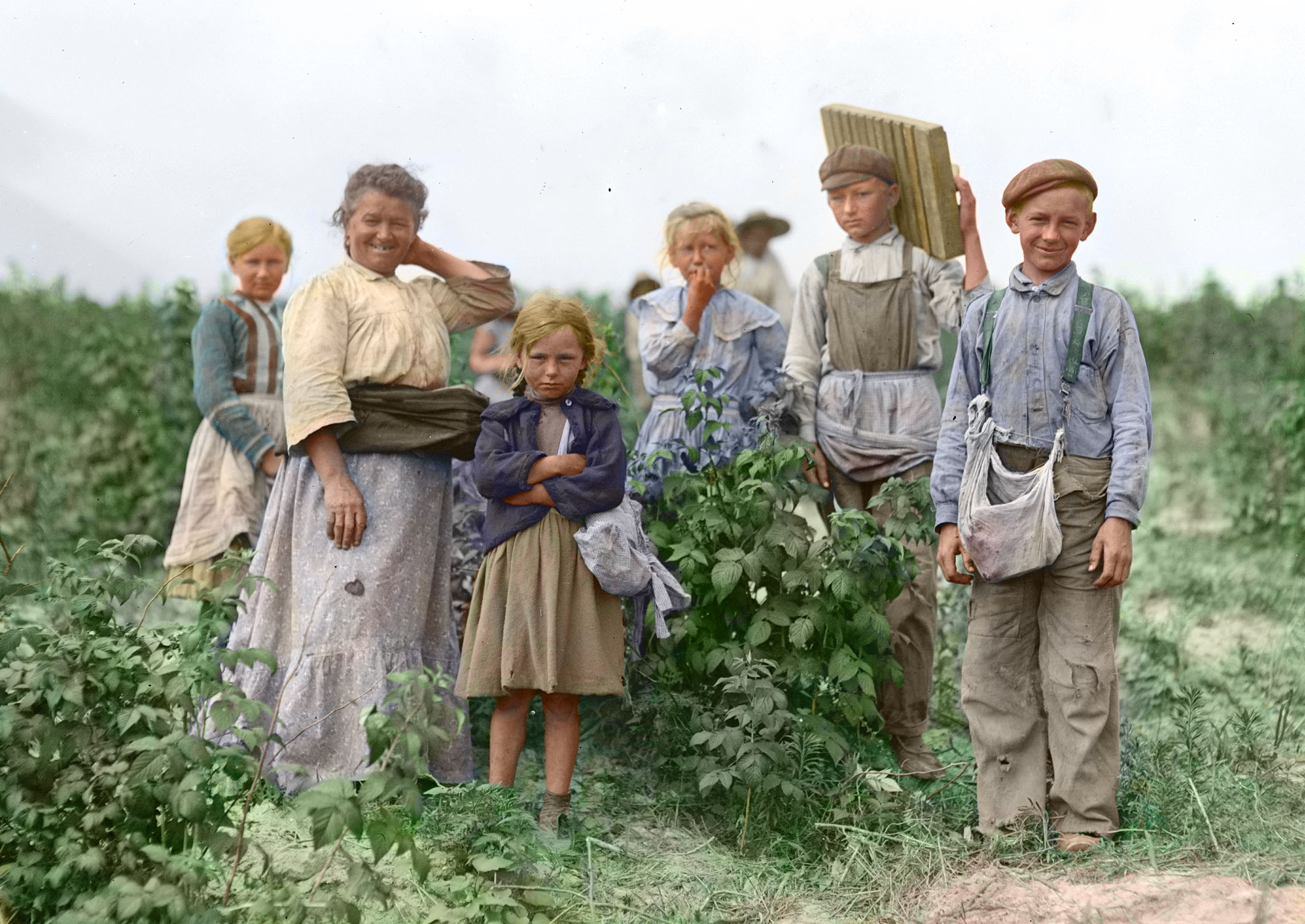
Polska rodzina pani Bissie pracująca na farmie w okolicy Baltimore w 1909, zdjęcie ręcznie kolorowane

- Dorchester (Boston), Massachusetts
- Dudley, Massachusetts
- Easthampton, Massachusetts
- Fall River, Massachusetts
- Holyoke, Massachusetts
- Indian Orchard(inne języki), Massachusetts
- Ludlow, Massachusetts
- Lynn, Massachusetts
- Springfield, Massachusetts
- Webster, Massachusetts
- Worcester, Massachusetts
- New Britain, Connecticut
- Erie, Pensylwania
- Scranton Wilkes-Barre, Pensylwania
- Stevens Point, Hrabstwo Portage, Wisconsin

## Rozmieszczenie Polonii według stanów
W nawiasie liczba mieszkańców – Polaków i Amerykanów, którzy wskazali polskie pochodzenie w czasie Spisu Powszechnego w 2010 roku:
1. Nowy Jork (1 007 597)
2. Illinois (979 781)
3. Michigan (900 446)
4. Pensylwania (880 890)
5. New Jersey (565 484)
6. Wisconsin (538 208)
7. Kalifornia (515 633)
8. Floryda (511 229)
9. Ohio (462 815)
10. Massachusetts (339 044)
11. Connecticut (297 615)
12. Teksas (278 519)
13. Minnesota (257 286)
14. Indiana (210 729)
15. Maryland (200 092)
16. Arizona (161 575)
17. Wirginia (155 128)
18. Karolina Północna (131 740)
19. Waszyngton (125 635)
20. Kolorado (123 913)
21. Missouri (108 835)
22. Georgia (103 243)

...
- 49 Hawaje (13 836)
- 50 Wyoming (11 917)
- 51 Dystrykt Kolumbii (11 744)

Wszystkie dane za US Census Bureau.

## Procentowy udział ludności polonijnej w populacji stanów
- 1 Wisconsin 9,3%
- 2 Michigan 8,6%
- 3 Connecticut 8,3%
- 4 Illinois 7,5%
- 5 New Jersey 6,9%

...
- 48 Alabama 0,5%
- 49 Missisipi 0,4%
- 50 Luizjana 0,4%

Dane pochodzą z US Census Bureau.

## Rozgłośnie radiowe i stacje telewizyjne
W Stanach Zjednoczonych odbierane są cztery stacje telewizyjne nadające z terytorium Polski dla rodaków za granicą – TV TRWAM, TVN International, TVP Polonia i Polsat 1.
W Chicago działają dwie polskojęzyczne stacje telewizje – Polvision Waltera Kotaby (ograniczony zasięg lokalny) i Polish Television Chicago nadająca na platformie Polsatu 2 emitowany do Polski program „Oblicze Ameryki”.

## Kościoły i związki wyznaniowe
Dla Polonii, wiernych kościoła rzymskokatolickiego odbywają się w kościołach kilkudziesięciu miast msze w języku polskim. W Stanach Zjednoczonych działa Polski Narodowy Kościół Katolicki. W języku polskim odbywają się również spotkania religijne innych wyznań (m.in. Świadków Jehowy).